# Archaeohyracidae
Los arqueohirácidos (Archaeohyracidae) son una familia extinta del suborden Hegetotheria, del orden, también extinto, de ungulados sudamericanos Notoungulata perteneciente a los Meridiungulata. Vivieron en Sudamérica desde el Eoceno hasta el Mioceno. Fueron ungulados de aspecto generalizado. Presentan un gran parecido con los hiracoideos actuales, aunque no habría ninguna relación con los mismos (ver evolución convergente). 

## Historia
El naturalista Florentino Ameghino los consideró antepasados de los Hyracoidea, de ahí su nombre Archaeohyracoidae, hiracoides antiguos. Su morfología confundió a los primeros naturalistas,  con muchas especies fósiles que por su parecido físico con los hiracoideos, fueron bautizadas erróneamente como pertenecientes a estos. Santiago Roth en 1903 fue el primer paleontólogo en identificarlos como pertenecientes al orden Notoungulata.

## Generalidades
Los archaeohirácidos eran animales pequeños poco diversificados en un principio. Fueron notoungulados tempranos con crecimiento acelerado de los dientes, sin llegar a presentar crecimiento continuo (hipsodoncia). Se les ha considerado en una posición basal dentro de los Typotheria y con todas las características de los ungulados primitivos. Pasaron de tener el aspecto y ocupar el nicho ecológico de los damanes, a ser el grupo más abundante en especies, comprendiendo 9 taxones. La familia consta de 13 especies de archaeohirácidos. Es notable la denominada Fauna de Tinguiririca del centro de Chile. Se han encontrado además en el lecho del río Salla  de Bolivia,  Argentina, y Uruguay.
Se originaron en Sudamérica hace 50 millones de años. A pesar de que  solo se suelen encontrar cráneos de las diversas especies, estudiándolos y estudiando donde se han hallado, se supone que solían vivir en grupos y se comunicaban con sus congéneres mediante diversos gritos. Su oído estaba muy desarrollado. Las especies terrestres eran diurnas y más gregarias, se refugiaban de los depredadores en madrigueras y grietas de las rocas. Las especies arbóreas eran nocturnas y vivían en grupos más pequeños que solían refugiarse en los huecos de los árboles durante el día. Se alimentaban de distintos vegetales dependiendo del tipo de especie. Se trataba de pequeños herbívoros que ocupaban un nicho ecológico y biotopo semejante al de los hiracoideos y son los más parecidos a los pequeños ungulados primitivos de la Era Terciaria del que evolucionó el orden Notoungulata; plantígrados, con cinco dedos delante y cinco en los miembros posteriores, poseen pezuñas y sus molares son lofodontos,cúspides unidas en crestas.
A comienzos del terciario, hace entre 50 y 60 millones de años, había un mar abierto, o tal vez nada más que una cadena de islas esporádicas, entre América del Norte y América del Sur. Procedentes de pequeños y primitivos animales herbívoros sin competidores, quizá apenas cercanos entre sí filogenéticamente, evolucionaron independientemente y aislados del resto de los ungulados durante casi todo el extenso periodo del Cenozoico, las formas primigenias de los meridiungulados, similares a los Notioprogonia e Hyrax.
Han sido denominadas archaeohirácidos por su gran parecido físico con los hiracoideos. En un principio, se pensó que todos los archaeohirácidos eran sus ascendientes y se clasificó a las especies en sus géneros.
Los archaeohiracidae eran miembros del orden Notoungulata relacionados con los Perissodactyla. Los hiracoideos en cambio pertenecen al grupo de los Afrotheria, al igual que los elefantes.
Considerados los grupos Mesotheriidae y Hegetotheriidae monofileticos, la diversificación y especializaciones que se produjeron en los Archaeohyracidae fueron adquiridas de forma independiente en las tres familias. Su diversidad de adaptaciones dentales es indicativa de la amplia variedad de nichos herbívoros que llegaron a ocupar. Por su parecido a los Hyracoidea (damanes), muchos fueron bautizados erróneamente como si hubieran sido antepasados de estos:  Acoelohyrax, Archaeohyrax, Archaeotypotherium, Eohyrax, Protarchaeohyrax, Pseudhyrax, entre otros.